# Barbara Lass
Barbara Lass (de son vrai nom Barbara Lass-Kwiatkowska) est une actrice polonaise née le 1er juin 1940 à Patrowo (pl) et morte le 6 mars 1995  à Baldham (de) en Bavière (Allemagne) à la suite d'un accident vasculaire cérébral.

## Biographie
En 1958, le rôle de Barbara Lass dans Eva veut dormir lui vaut une grande popularité (gagnant ainsi le surnom de Sophia Loren polonaise) et, partant, de nombreux engagements. 
Elle est mariée à Roman Polanski de 1959 à 1961 et est l'actrice principale de plusieurs de ses courts métrages. L'année suivant son divorce d'avec Roman Polanski, elle rencontre Karlheinz Böhm sur le plateau du film Rififi à Tokyo (1963). Le couple se marie un peu plus tard, et eut une fille : l'actrice Katharina Böhm. Barbara Kwiatkowska-Lass divorce de Böhm en 1980, et se marie avec le musicien de jazz Leszek Żądło (pl), avec lequel elle vécut jusqu'à sa mort.

## Filmographie
- 1958 : Żołnierz królowej Madagaskaru (pl) de Jerzy Zarzycki et Stanisław Możdżeński : Sabinka Lemiecka
- 1958 : Eva veut dormir (Ewa chce spać) de Tadeusz Chmielewski : Ewa Bonecka
- 1958 : Deux hommes et une armoire (en) (Dwaj ludzie z szafą) (court-métrage) de Roman Polanski
- 1959 : Pan Anatol szuka miliona (pl) de Jan Rybkowski : Iwona Słowikowska
- 1959 : Obrazki z podrózy (court-métrage) d'Andrzej Kondratiuk
- 1959 : Gdy spadają anioly (en) (court-métrage) de Roman Polanski
- 1960 : Tysiąc talarów de Stanisław Wohl (pl) : Kasia Wydech
- 1960 : La Millième Fenêtre de Robert Ménégoz : Ania
- 1960 : De la veine à revendre (Zezowate szczęście ) d'Andrzej Munk : Jola Wrona-Wrońska
- 1961 : Ostrożnie, Yeti! (pl) d'Andrzej Czekalski : Bride
- 1961 : Quelle joie de vivre (Che gioia vivere) de René Clément : Franca Fossati
- 1961 : Le Monstre aux filles (Lycanthropus) : Priscilla
- 1962 : L'Amour à 20 ans (Sketch polonais, « Varsovie » (Miłość dwudziestolatków) d'Andrzej Wajda) : Basia
- 1963 : Le Vice et la Vertu de Roger Vadim
- 1963 : Rififi à Tokyo de Jacques Deray : Françoise Merigne
- 1965 : Serenade für zwei Spione (en) : Tamara
- 1967 : Jowita (pl) : Agnieszka Jowita
- 1970 : Der Pfarrer von St. Pauli : Dagmar
- 1970 : L'Obsession infernale (Hauser's Memory) (TV) : Angelika
- 1972 : Doppelspiel in Paris (TV) : Renée Borni, son amour
- 1974 : Jak to się robi (pl) : Holiday-Maker
- 1974 : Effi Briest (Fontane - Effi Briest oder: Viele, die eine Ahnung haben von ihren Möglichkeiten und Bedürfnissen und dennoch das herrschende System in ihrem Kopf akzeptieren durch ihre Taten und es somit festigen und durchaus bestätigen) de Rainer Werner Fassbinder : la cuisinière polonaise
- 1981 : Stachel im Fleisch (de) : Ines
- 1984 : Blaubart (pl) (TV) : Rosalinde
- 1986 : Rosa Luxemburg (Die Geduld der Rosa Luxemburg) de Margarethe von Trotta : la mère de Rosa
- 1987 : Das Schweigen des Dichters
- 1990 : Eine Wahnsinnsehe (TV) : Herta
- 1991 : Moskau - Petuschki (TV) : Fürstin